# Éléphant de Crémone
L'éléphant de Crémone est un éléphant offert en 1229 par le sultan d'Égypte Al-Kamil à l'empereur du Saint-Empire romain germanique Frédéric II. Frédéric II l'utilisa lors de ses défilés de triomphe.
L'éléphant est mentionné dans le contexte de la visite du beau-frère de Frédéric II, Richard de Cornouailles, à Crémone en 1241, dans la Chronica Majora de Mathieu Paris. En note de la traduction de celle-ci, JLA Huillard-Bréholles indique que « à la bataille de Cortenuova, Frédéric II avait un éléphant qui inspirait aux Lombards un grand effroi ». Il entra en triomphe dans la ville, le carroccio tiré par l'éléphant auquel était enchaîné le podestat de Milan. La présence de l'éléphant est également enregistrée dans les annales de la ville de Crémone, en 1237.